# Frankrikes ambassad i Baku
Frankrikes ambassad i Baku (azerbajdzjanska: Fransanın Azərbaycan səfirliyi, franska: Ambassade de France en Azerbaïdjan) öppnades 1992, efter att Frankrike erkänt Azerbajdzjan 31 december 1991. Ambassadör sedan oktober 2015 är Aurélia Bouchez.